# Забоже-Кшечановське
Забоже-Кшечановське (пол. Zaborze Krzeczanowskie) — село в Польщі, у гміні Семьонтково Журомінського повіту Мазовецького воєводства.
Населення — 59 осіб (2011).
У 1975-1998 роках село належало до Цехановського воєводства.

## Демографія
Демографічна структура станом на 31 березня 2011 року:
|          | Загалом | Допрацездатний вік | Працездатний вік | Постпрацездатний вік |
| -------- | ------- | ------------------ | ---------------- | -------------------- |
| Чоловіки | 32      | 2                  | 25               | 5                    |
| Жінки    | 27      | 5                  | 16               | 6                    |
| Разом    | 59      | 7                  | 41               | 11                   |